# タイム二十四
株式会社タイム二十四（タイムにじゅうよん）は、かつて存在した東京都などが出資する第三セクター会社で、株式会社東京ビッグサイトに吸収合併された。

## 概要
東京都で東京臨海副都心におけるソフトウェア・データベース産業集積施設建設に関する調査、企画並びにその事業化計画立案を目的として設立された。その後、タイム24ビルの賃貸等を目的とした。
会社が設立されて以来、経営状況は年々悪化の一途をたどり、一向に経営状況が改善されなかった。そのため、東京ファッションタウン株式会社とともに東京都の指導のもと事業計画の見直しを図るために、経営改善策大綱を策定するなどの取り組みを始めたが、それでも経営状況が改善されなかったため、2005年3月31日に東京地裁に民事再生法の適用を申請した。負債総額は497億円に達する。また民事再生計画により、株式会社タイム二十四と東京ファッションタウン株式会社の2社は、2006年3月に、株式会社東京ビッグサイトに吸収合併された。

### タイム24ビル
- フジテレビのテレビドラマ『踊る大捜査線』（1997年放送）の撮影に会議室（捜査会議の会場）、屋上（自殺志願者が飛び降りようとした場所）、出入口（病院玄関として撮影）が使用された[1]。

## 沿革
- 1990年3月20日 - 会社設立。
- 1996年4月1日 - タイム24ビル開業。
- 2000年
  - 2月25日 - 経営改善策大綱策定。
  - 4月1日 - 株式会社東京ビッグサイトに事務を委託。
- 2005年
  - 3月31日 - 民事再生手続開始の申立てを行う。
  - 4月4日 - 民事再生手続開始が決定された。
- 2006年3月 - 株式会社東京ビッグサイトへ吸収合併された。

## 会社概要
- 代表取締役社長：村岡茂生
- 本社所在地：東京都江東区青海2丁目45番地 タイム24ビル（廃止当時）
- 資本金：24億8400万円
- 都出資比率：4億円（16.1％）

## 事業概要
- ビルの賃貸業
- コンピューターによる情報処理、情報提供等の各種サービス等

上記の事業は、2000年に株式会社東京ビッグサイトへ委託した。

## 経営状況
経営状況は深刻で、2004年度（平成16年度）は16億円の赤字で累積損失額約172億円、債務超過額は約147億円、2004年度末の金融機関からの借入金残高は約467億円に達するなど、財政は完全に破綻していたが、2005年3月31日に東京地裁へ民事再生法を申請した。負債総額は、497億円に上る。